# Miss Minas Gerais 2019
Miss Minas Gerais BE Emotion 2019 foi a 62.ª edição do concurso de beleza estadual feminina Miss Minas Gerais, válido para a disputa nacional do Miss Brasil 2019, único caminho para o concurso internacional Miss Universo. 
Participaram da seletiva 41 candidatas pré-selecionadas, organizada pela Band Minas no dia 10 de Fevereiro no "BH Shopping", na capital do Estado. Destas, apenas vinte seguiram para a final que foi realizada no dia 18 de Fevereiro, no Hotel Ouro Minas (Belo Horizonte). A campeã do ano anterior, Elís Miele coroou sua sucessora, a campeã foi Julia Horta, de Juiz de Fora.

## Resultados

### Colocações
| Posição                 | Município e candidata |
| Miss Minas Gerais 2019  | - Juiz de Fora - Júlia Horta |
| 2º. Lugar               | - Ervália - Mylena Duarte |
| 3º. Lugar               | - Sete Lagoas - Rayane Araújo Barbosa |
| (TOP 06) Finalistas     | - Contagem - Dulce Torres - Carmo da Mata - Taís Cândida Oliveira - Belo Horizonte - Gabi Alam |
| (TOP 12) Semifinalistas | - Campo Belo - Thalyta Rostelato - Cataguazes - Maria Eduarda Nóbrega - Lagoa da Prata - Ana Luiza Dias - Lavras - Ana Luiza Mesquita - Manhuaçu - Alessah Freitas - Manhumirim - Larissa Damasceno Ferreira |

### Prêmio especial
A Miss Voto Popular foi escolhida pelo público através de voto.
| Prêmio            | Município e candidata        |
| Miss Voto Popular | - Barbacena - Ianca Siqueira |

## Candidatas

### Oficiais
Disputaram o título este ano:
| - Barbacena - Ianca Siqueira - Belo Horizonte - Gabriela Alam - Campo Belo - Thalyta Rostelato - Carmo da Mata - Taís Cândida Oliveira - Cataguazes - Maria Eduarda Nóbrega - Contagem - Dulce Torres - Ervália - Mylena Duarte - Ipatinga - Joyce de Souza e Silva - Itaúna - Camila Mara Penido | - Juiz de Fora - Júlia Horta - Lagoa da Prata - Ana Luiza Dias - Lavras - Ana Luiza Mesquita - Manhuaçu - Alessah Freitas - Manhumirim - Larissa Damasceno Ferreira - Patrocínio - Bianca Resende França - Sabará - Mirlene Maria Fernandes - Sete Lagoas - Rayane Araújo Barbosa - Ubá - Wanessa Rosignolli |

### Seletiva
A seletiva ocorreu no dia 10 de fevereiro na academia Smart Fit no BH Shopping.
| - Barbacena - Ianca Siqueira - Barroso - Leonara de Oliveira Moura - Belo Horizonte - Aléxia Tavares Rinco - Belo Horizonte - Eduarda Gomes Fernandes - Belo Horizonte - Gabriela Alam - Belo Horizonte - Laryane Verneque Martins - Belo Horizonte - Sophia Tibúrcio - Campo Belo - Thalyta Rostelato - Capelinha - Francelle Rocha Pinheiro - Carmo do Cajuru - Marina Batista - Cataguazes - Maria Eduarda Nóbrega - Contagem - Brenda França de Castro - Contagem - Dulce Torres - Divinópolis - Amanda Lhais de Bonfim - Divinópolis - Caroline Dias Caetano - Divinópolis - Fernanda Ellen Gonçalves - Divinópolis - Taís Cândida Oliveira - Ervália - Mylena Duarte - Ipatinga - Joyce de Souza e Silva - Itatiaiuçu - Núbia Queiroz - Itaúna - Camila Mara Penido | - João Monlevade - Larissa Vitória Silva Dos Santos - Juiz de Fora - Júlia Horta - Juiz de Fora - Tifani Roberta de Melo Santos - Lagoa da Prata - Ana Luiza Dias - Lavras - Ana Luiza Mesquita - Manhuaçu - Alessah Freitas - Manhumirim - Larissa Damasceno Ferreira - Nepomuceno - Aline Hopólito Vasconcelos - Olaria - Nivalda Valeriano - Pará de Minas - Marina Alves Piedade Pereira - Patrocínio - Bianca Resende França - Poços de Caldas - Núbia Gouvêa - Poços de Caldas - Samira Danielle Fonseca - Sabará - Mirlene Maria Fernandes - São Sebastião do Paraíso - Natália Souza Ribeiro - Sete Lagoas - Rayane Araújo Barbosa - Três Pontas - Jéssica Assis Pereira - Ubá - Wanessa Rosignolli - Uberlândia - Renata Zucoloto - Varginha - Brenda Silvan Pereira |

## Etapas
O concurso é formado pelas seguintes etapas:
1. Inscrição: sem limite de vagas;
2. Pre-seleção técnica: 41 candidatas são selecionadas;
3. Seletiva: participam as 41 candidatas pre-selecionadas. Estas desfilam para um corpo de jurados técnicos, que avaliam os seguintes quesitos: beleza plástica, facial e comunicabilidade;
4. Fase final: participam 20 candidatas classificadas na seletiva. A final ocorre no dia 18 de fevereiro no Hotel Ouro Minas em Belo Horizonte.Referências

1. 1 2 3  TEMPO, O. (31 de janeiro de 2019). «Contagem está na seletiva do concurso Miss Minas Gerais BE». O Tempo Contagem (em inglês). Consultado em 1 de fevereiro de 2019
2. ↑  «Confira as datas dos estaduais do Miss Brasil Be emotion 2019». Miss Brasil. 4 de setembro de 2018. Consultado em 1 de fevereiro de 2019